# Stauden-Rapsdotter
Der Stauden-Rapsdotter (Rapistrum perenne), auch Ausdauernder Rapsdotter oder Ausdauernder Windsbock genannt, ist eine Pflanzenart innerhalb der Familie der Kreuzblütler (Brassicaceae).

## Beschreibung

### Vegetative Merkmale
Der Stauden-Rapsdotter ist eine ausdauernde krautige Pflanze, die Wuchshöhen von meist 30 bis 100 Zentimeter erreicht. Der Stängel ist unten dicht steifhaarig. Er ist oberhalb der Mitte meist stark verzweigt. Die Stängelblätter sind wechselständig angeordnet. Die unteren Laubblätter sind tief lappig bis fiederspaltig. Sie sind gestielt und etwa 10 bis 15 Zentimeter lang und 3 bis 6 Zentimeter breit. Sie besitzen auf jeder Seite etwa 6 länglich-lanzettliche, ungleich eckig gezähnte Seitenlappen. Die mittleren Stängelblätter sind kurz gestielt und besitzen weniger Seitenlappen, die obersten sind ungeteilt und nur schwach gelappt.

### Generative Merkmale
Die Blütezeit des Stauden-Rapsdotters reicht in Mitteleuropa von Mai bis August. Die Blütenstiele sind 1,5 bis 2,5 mal so lang wie der Kelch. Die Blüten weisen 4 Kelchblätter, 4 sattgelbe und untereinander gleich große Kronblätter, 6 Staubblätter und einen oberständigen Fruchtknoten mit einem Griffel auf. Die Kelchblätter sind 2,5 bis 3 Millimeter lang. Die Platte der Kronblätter ist etwa 2 Millimeter breit. Der Griffel ist kurz kegelförmig und kürzer als die Frucht, d. h., die Narbe ist fast sitzend.

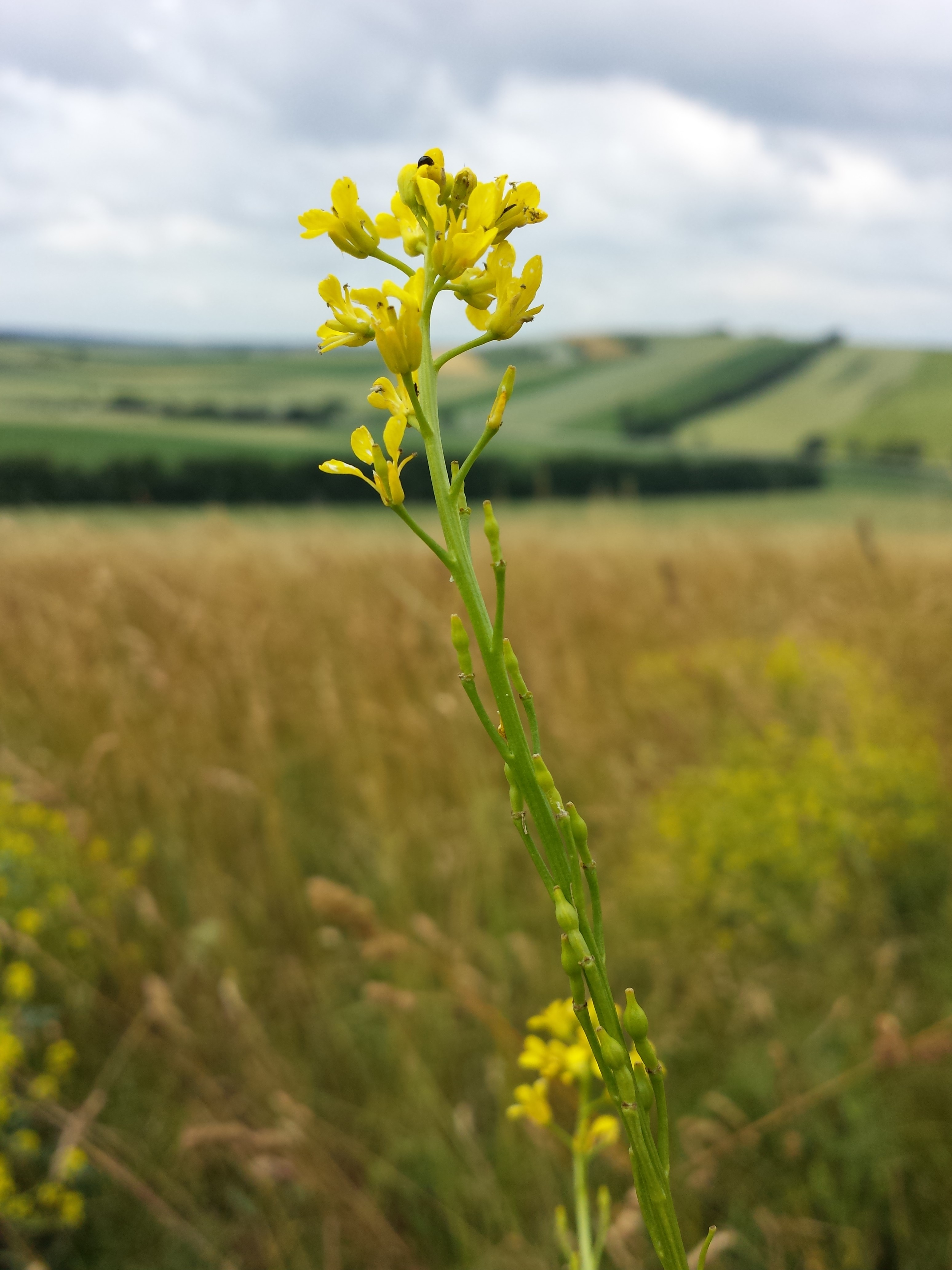
Blütenstand

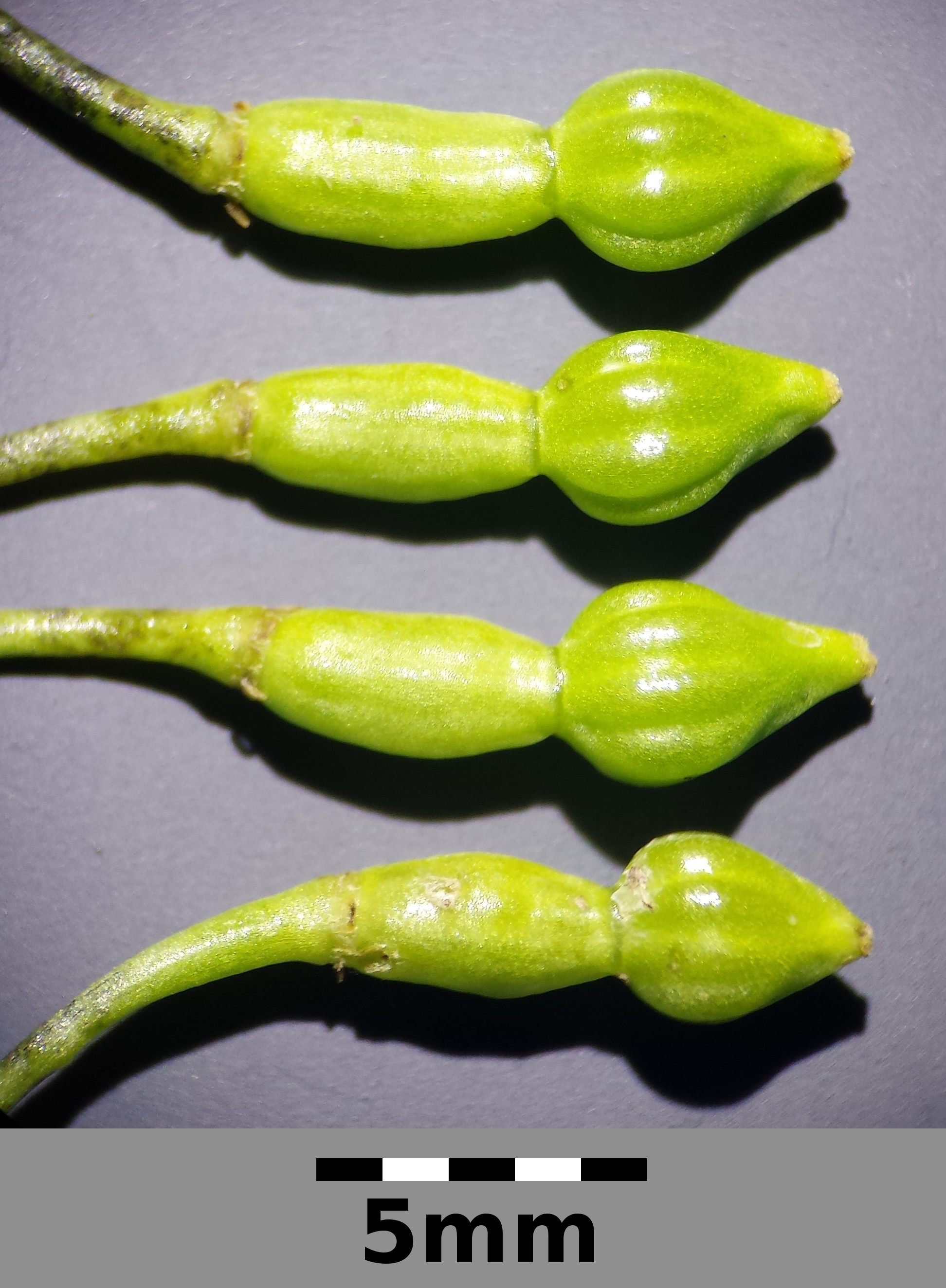
Die Früchte bestehen aus zwei Teilen, d. h., sie sind eine sogenannte Gliederschote

Die kahlen, 7 bis 10 Millimeter langen Früchte sind sogenannte Gliederschötchen und aus zwei Teilen zusammengesetzt. Das untere Glied ist walzlich, das obere kugelig bis zwiebelförmig.
Die Chromosomenzahl beträgt 2n = 16.

## Ökologie
Beim Stauden-Rapsdotter handelt es sich um einen Hemikryptophyten.
Die Pflanze ist ein Steppenroller: sie bricht zur Reifezeit an der Basis ab und wird durch den Wind verweht. Auf diese Art können die Diasporen über größere Distanzen ausgebreitet werden.

## Vorkommen
Der Stauden-Rapsdotter ist in Europa in Ostmittel-, Südost- und Osteuropa heimisch. Er kommt ursprünglich vor in Deutschland, Österreich, Tschechien, Ungarn, Liechtenstein, Kroatien, Bulgarien, Italien, Nordmazedonien, Serbien, Rumänien, Moldawien, in der Ukraine und im europäischen Russland. In Frankreich, Norwegen, Finnland, Lettland, Estland, Litauen, Belarus, in der Slowakei und in Slowenien kommt er nur eingeschleppt vor. In Mitteleuropa gedeiht er in Gesellschaften der Klassen Festuco-Brometea, Agropyretea oder des Verbands Sisymbrion.
In Österreich tritt der Stauden-Rapsdotter im pannonischen Gebiet, wo er heimisch ist, zerstreut, sonst nur selten und unbeständig auf Löss-Trockenrasen und alten Böschungen in der collinen bis submontanen Höhenstufe auf. Die Vorkommen beschränken sich auf die Bundesländer Wien, Niederösterreich und das Burgenland. Aus Oberösterreich, der Steiermark, Salzburg, und Nordtirol sind nur unbeständige Vorkommen bekannt.

## Inhaltsstoffe
Die grünen Teile der Pflanze enthalten Gluconapin.

## Taxonomie
Der Stauden-Rapsdotter wurde 1753 von Carl von Linné in Species Plantarum, Tomus 2, S. 640 als Myagrum perenne erstbeschrieben. Die Art wurde 1785 von Carlo Allioni in Flora Pedemontana sive Enumeratio Methodica Stirpium Indigenarum Pedemontii, Band 1, S. 258 als Rapistrum perenne (L.) All. in die Gattung Rapistrum gestellt. Ein Synonym ist Rapistrum diffusum Crantz.

## Bilder

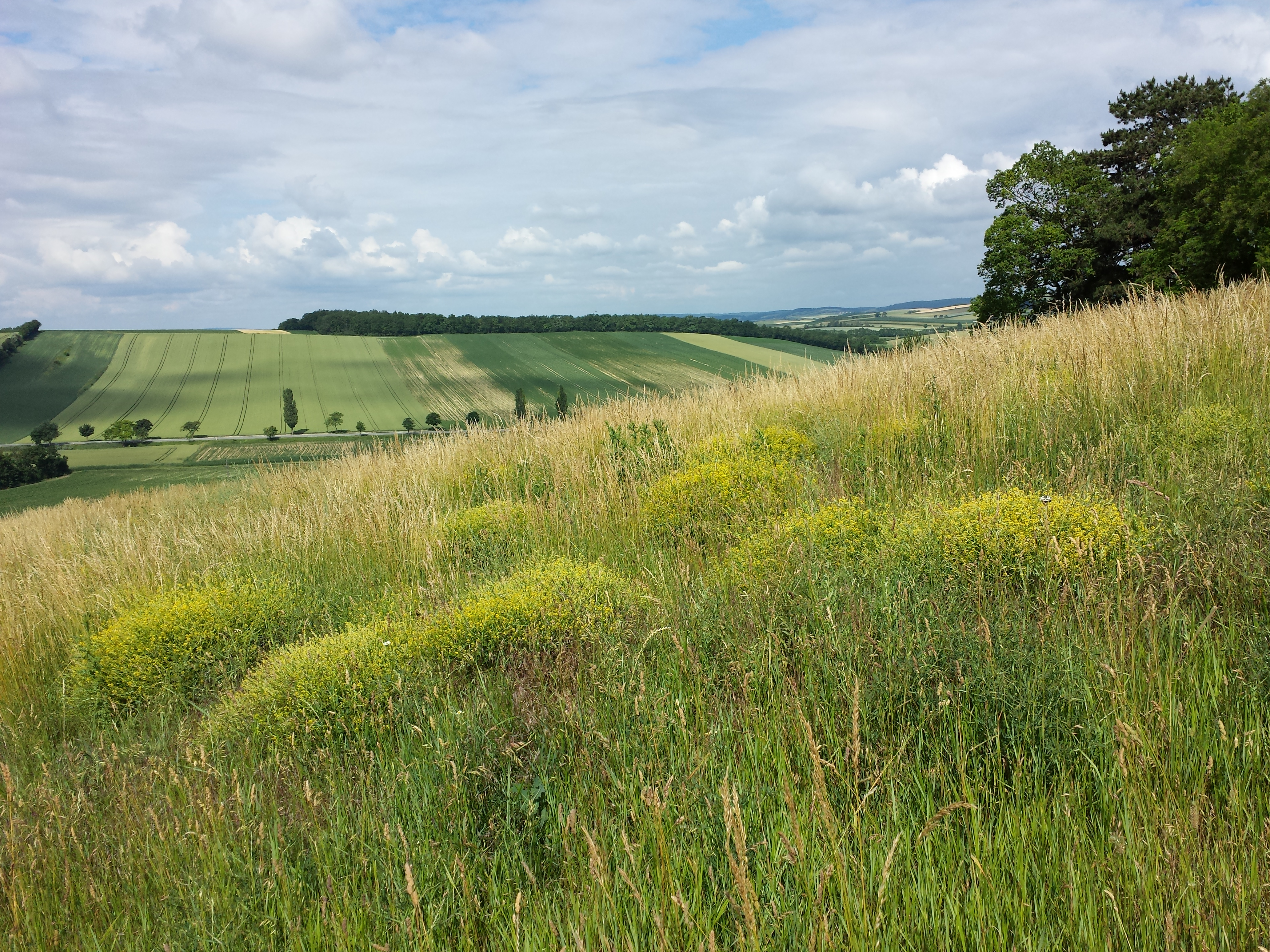
Lösstrockenrasen sind das natürliche Habitat des Stauden-Rapsdotters.
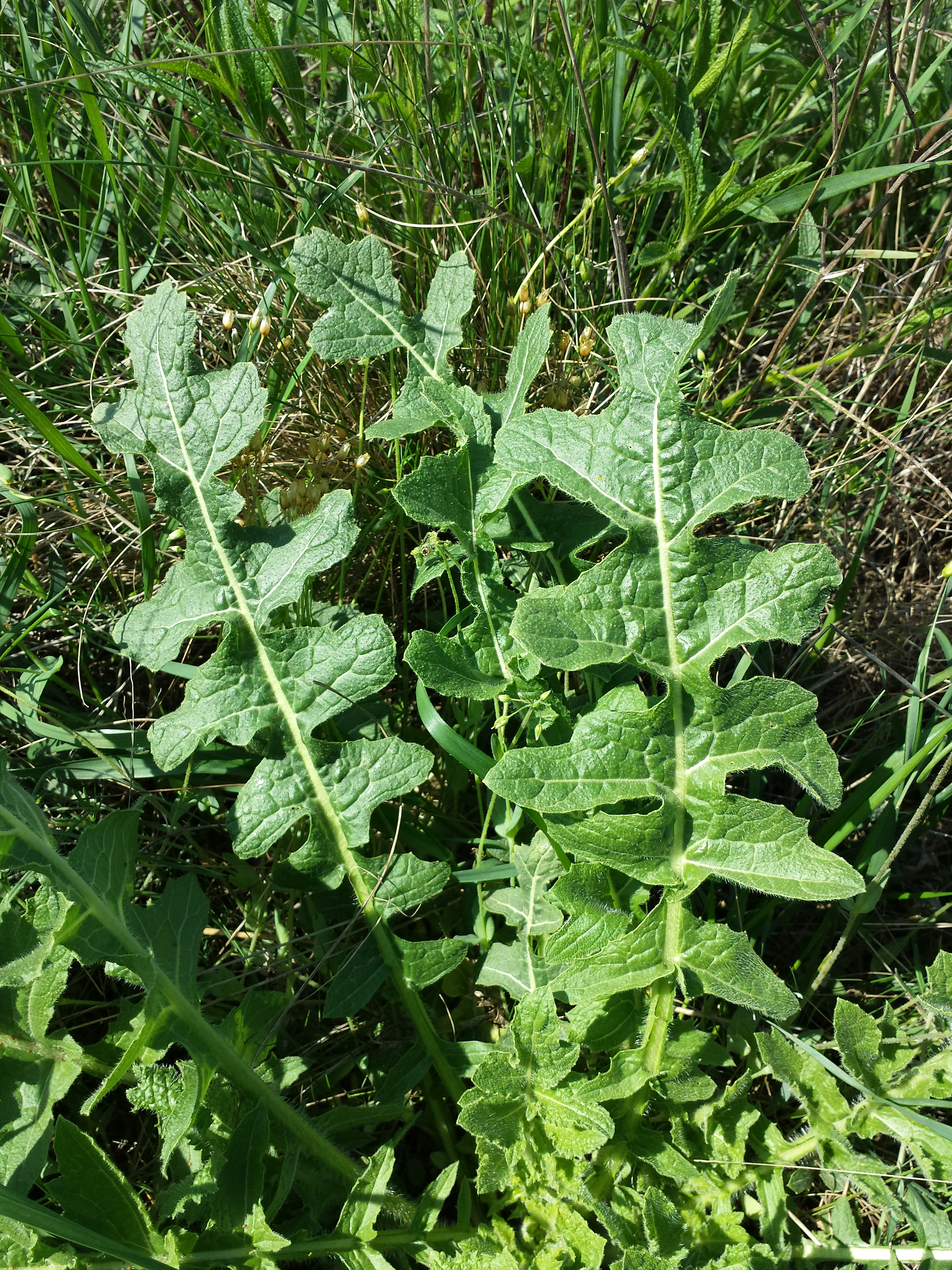
Blätter
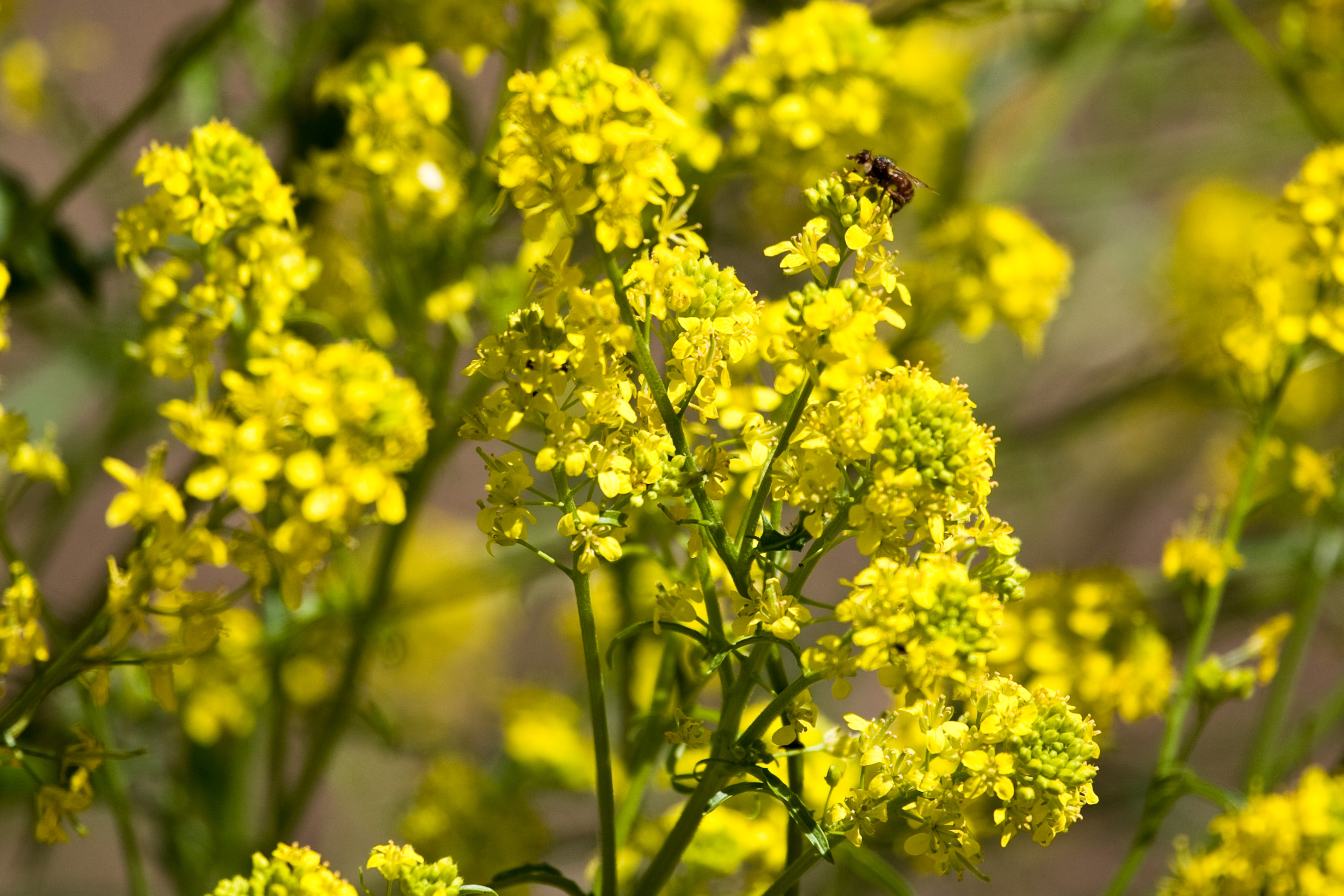
Teil des Blütenstandes: erkennbar sind die sattgelben Kronblätter.
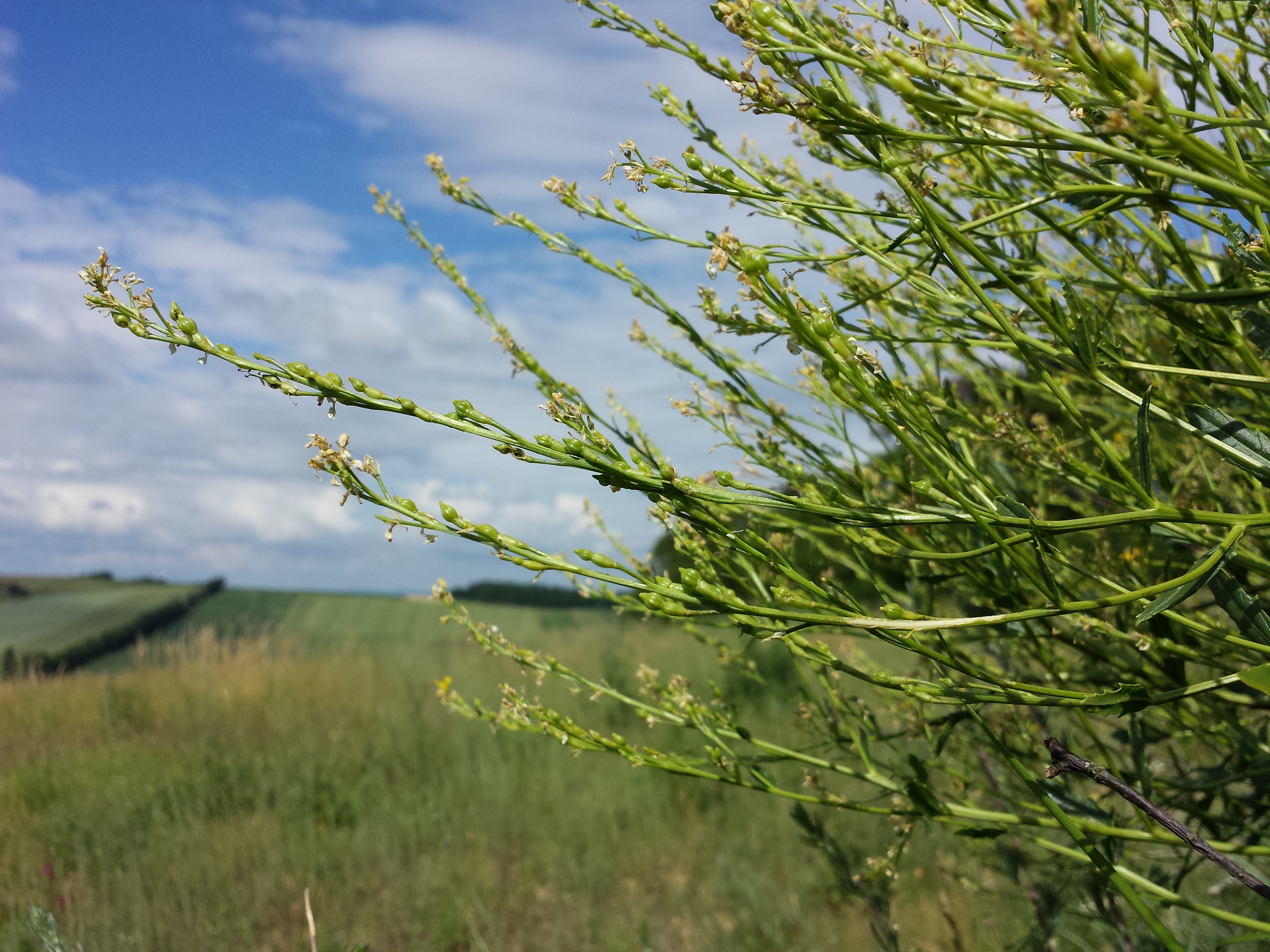
Der endständige Blütenstand entwickelt zahlreiche Früchte.
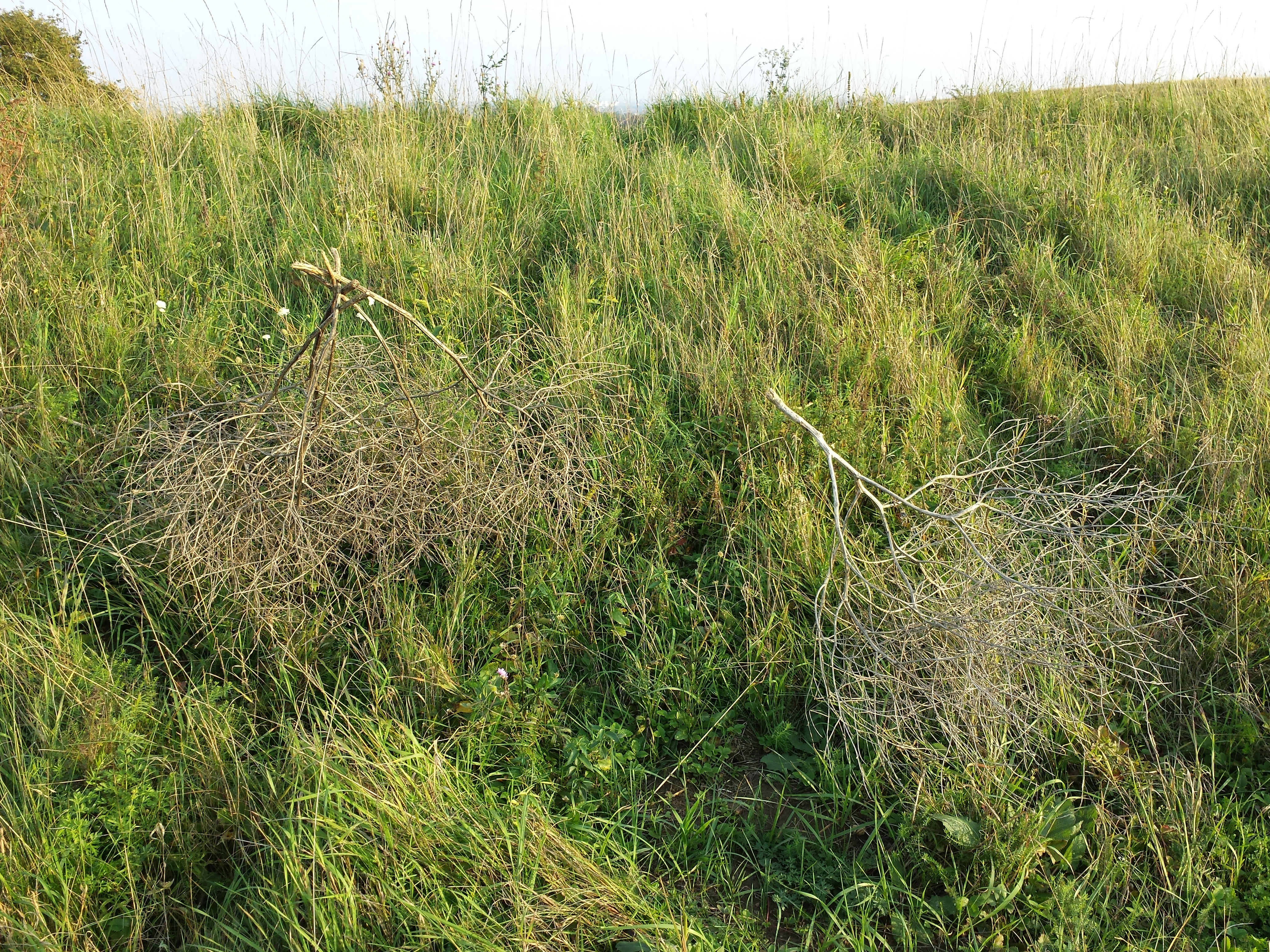
Abgestorbene und abgebrochene Pflanzen werden als Steppenroller vom Wind verblasen.
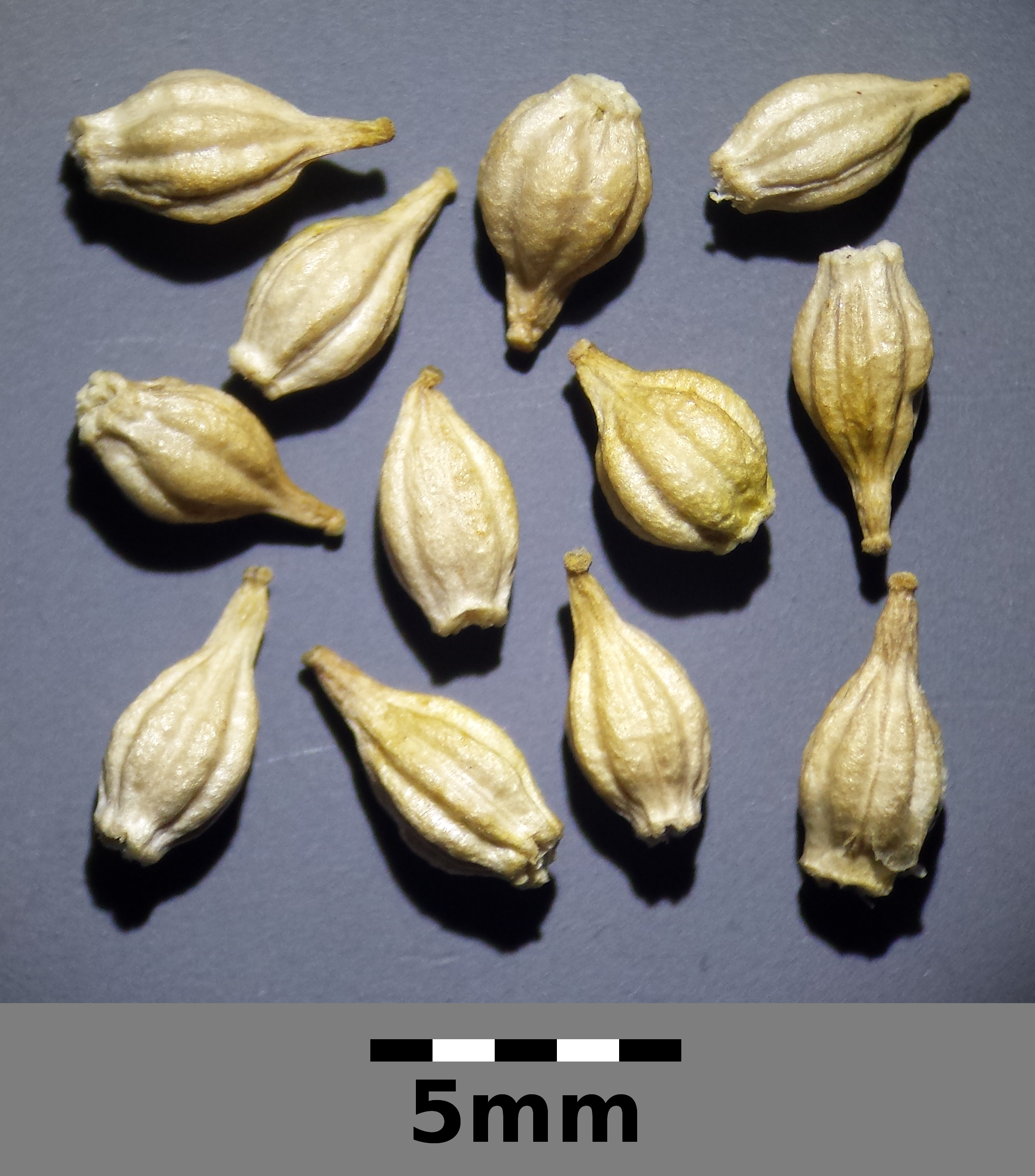
Dabei brechen die oberen Fruchtteile der Reihe nach ab und werden so ausgebreitet.
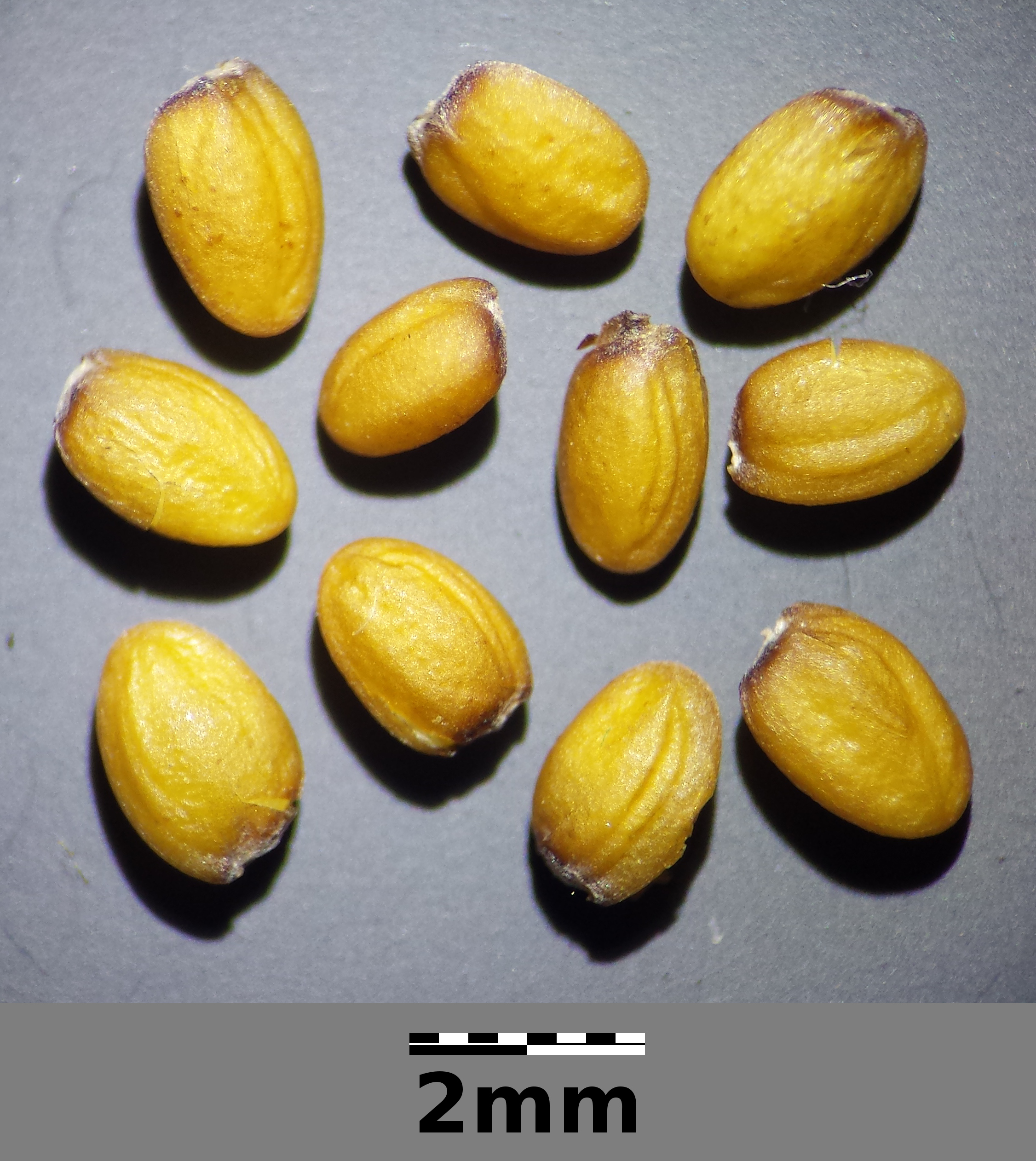
Der obere Teil der Frucht enthält jeweils einen Samen.